# جين ريتشاردز
جين ريتشاردز (بالإنجليزية: Gene Richards)‏ هو لاعب كرة قاعدة أمريكي، ولد في 29 سبتمبر 1953 في Monticello, South Carolina ‏ في الولايات المتحدة.

## وصلات خارجية
- جين ريتشاردز على موقعبيزبول رفرنس.كوم (الدوري الرئيسي) (الإنجليزية)